# San-Antonio (film, 2004)
Pour les articles homonymes, voir San Antonio (homonymie).
Pour plus de détails, voir Fiche technique et Distribution.
San-Antonio est un film français de Frédéric Auburtin sorti en 2004. Le scénario se base sur les personnages créés par Frédéric Dard dans la série de romans policiers du même nom.

## Scénario
Le commissaire San-Antonio et son adjoint, l'inspecteur Bérurier, séjournent dans un palace des bords de la Méditerranée, où ils gardent un œil sur un ambassadeur français menacé d'enlèvement. Ce qui n'empêche pas le diplomate d'être enlevé par une fougueuse terroriste italienne et ses complices.
De retour à Paris, San-Antonio est démis de ses fonctions par le chef de la police, Achille. Mais quand le président de la République française lui-même disparaît mystérieusement, le ministre de l'Intérieur se déplace en personne chez San-Antonio pour le sommer d'éclaircir l'affaire. À l'Élysée, ce dernier découvre que le commissaire officiellement chargé de l'enquête n'est autre que Bérurier, qui a pris du galon.

## Fiche technique
- Réalisation : Frédéric Auburtin
- Scénario : Laurent Touil-Tartour, d'après l'œuvre de Frédéric Dard
- Photographie : Willy Stassen
- Musique : Jean-Yves D'Angelo
- Production : Claude Berri ; Pierre Grunstein (exécutif)
- Genre : comédie policière
- Durée : 95 minutes
- Sortie : 21 juillet 2004

## Distribution
- Gérard Lanvin : Antoine San-Antonio
- Gérard Depardieu : Béru, alias Lieutenant Alexandre-Benoît Bérurier
- Michèle Bernier : Berthe Bérurier, l'épouse de Béru
- Marie-Thérèse Arène : Félicie, la maman de San-Antonio
- Michel Galabru : Achille, le chef de la police
- Robert Hossein : Le ministre de l'intérieur
- Luis Rego : L'inspecteur Pinaud
- Jean-Roger Milo : Mathias
- Delphine Zentout : L'assistante de Mathias
- Jérémie Renier : Toinet San-Antonio, le fils adoptif de San-Antonio
- Eriq Ebouaney : Jérémie Blanc, l'éboueur noir engagé par San-Antonio
- Guilhem Pellegrin : Le secrétaire de l'Élysée
- Vanessa Guedj : La soubrette
- Élisabeth Margoni : L'épouse du président
- Barbara Schulz : Marianne, la fille du président
- Bill Barclay : L'Écossais en kilt
- Nick Hobbs : Lord Kensington
- Richard Chevalier : Le gendarme à l'Élysée
- Marion Roussel : La terroriste à moto
- Patrick Bordier : Le camionneur
- Lucy Harrison : La masseuse
- Patrick Médioni : Van Gogh, le terroriste à l'oreille blessée
- Valeria Golino : L'Italienne
- Marc Faure : Son Excellence
- Tony Gaultier : L'agent de la sécurité de l'Élysée
- Jean-Michel Meunier : Le chef cuisinier
- Wilfred Benaïche : Le chef de la sécurité
- Virginia Anderson : La jeune conductrice
- Michel Pilorgé : Le planton
- Affif Ben Badra : Le Brésilien
- Hubert Saint-Macary : M. Chapon
- Peter King : Le majordome
- Cyrielle Clair : Mme Chapon
- Jacques Spiesser : Le docteur Hubert
- Jean Leloup : Le garçon d'étage
- Régis Romele : Le marin suisse
- Maryam d'Abo : Margaux
- Armelle : Célestine Fitting
- Henri Garcin : Le banquier suisse
- Fabrice Bagni : Le garde du Seagull
- Jorn Cambreleng : La sentinelle du Seagull
- Matthew Géczy : Le soldat du Seagull
- André Thorent : Célestin-Marie Chapon
- Jurgen Mash : Un vieux prisonnier
- Patachou : Ruth Booz, la terroriste organisatrice des enlèvements
- Élodie Hesme : La journaliste
- Jean Dell : Le journaliste
- Michel Dupérial : Chico (et son cousin brésilien)
- Yeleen Branco Soares : Rosa
- Jean-François Deniau : Le président de la République (non crédité)

## Production
En 2000, Laurent Touil-Tartour convainc l'écrivain Frédéric Dard, pourtant réticent depuis près de vingt ans à toute nouvelle idée d’adaptation de son œuvre, de lui céder les droits d’adaptation de sa série de best-sellers signés San-Antonio. Le journal L’Expansion publie, en avril 2002, une longue enquête sur le parcours du jeune cinéaste, dans laquelle François Vey, le rédacteur en chef, révèle que Laurent Touil Tartour est parvenu à décrocher les droits aux dépens de Bernard Tapie, qui voulait interpréter le rôle du commissaire San-Antonio dans le cadre d’une série télévisée pour TF1.
Dès 2001, le producteur Claude Berri rencontre le jeune réalisateur et lui propose de produire son film. L’acteur Antoine de Caunes, un temps pressenti par le réalisateur pour incarner le rôle-titre du commissaire San-Antonio, est écarté du projet par la production au profit de Gérard Depardieu,,. Puis Jean-Pierre Castaldi est engagé pour jouer le rôle de son acolyte, l’inspecteur Bérurier.
Le plus gros budget jamais confié en France pour un premier film est mis à disposition de Laurent Touil-Tartour, soit 23 millions d’euros,. Il assume les rôles de réalisateur, de scénariste, de dialoguiste et de coproducteur.
En mai 2003, trois semaines avant le début du tournage, les ennuis commencent et vont s’enchaîner. Tout d’abord, Gérard Depardieu change de rôle, abandonnant le commissaire San-Antonio au profit de l'inspecteur Bérurier, et remplace ainsi Jean-Pierre Castaldi, pourtant engagé depuis des mois pour le rôle. Et c’est finalement Gérard Lanvin qui se voit confier le rôle principal. De gros désaccords artistiques interviennent entre Claude Berri et Laurent Touil-Tartour à la suite des premières projections de rushs qu'ils jugent décevantes. Le chef opérateur Pierre-William Glenn, ami du réalisateur, est remercié par la production après cinq jours de tournage. Et après une longue bataille contre les nouveaux choix imposés par son producteur, c’est finalement Laurent Touil-Tartour qui va devoir abandonner la réalisation du film. À la suite du départ de Laurent Touil Tartour, de nombreux acteurs quittent à leur tour le film qu'ils jugent dénaturé, parmi eux, Marianne James (remplacée par Michèle Bernier), Natacha Lindinger (remplacée par Cyrielle Clair), Jean-Michel Martial (remplacé par Eriq Ebouaney). Jean Yanne, quant à lui, décéda avant le tournage et fut remplacé par Robert Hossein. D'autres acteurs termineront le film, mais le renieront après sa sortie, telle Barbara Schulz et Gérard Lanvin. Laurent Touil-Tartour est quant à lui remplacé à la mise en scène par Frédéric Auburtin, qui remodèle le film de fond en comble, scénario compris, en accord avec la production.

## Accueil
Le film sort finalement le 21 juillet 2004 sur les écrans français et totalise moins de 300 000 entrées. Dans une tribune publiée à l'automne, le président de l'Association des Amis de San-Antonio, Daniel Sirach, prend position : « Ce qu'il y a de sûr, c'est que ce jeune réalisateur (Laurent Touil Tartour) est un vrai connaisseur de l'œuvre de San-Antonio et un fan inconditionnel. Il n'est pas sûr, en revanche, que les professionnels du cinéma se soucient de l'âme de San-Antonio, au risque de produire un film d'aventures avec des têtes d'affiches certes, mais dont les héros seraient plus apparentés à un sous-James Bond qu'à San-Antonio, son humanisme, sa richesse, et ses délirades.
Le quotidien Le Parisien s’interroge sur les raisons d'un tel échec et sur la responsabilité de son producteur Claude Berri. Et dans une interview accordée au Journal du dimanche le 9 janvier 2005, à la question « Y a-t-il une seule chose que vous regrettez dans votre carrière ? » Claude Berri répond : « San-Antonio ».
Trois autres films ont été adaptés de l'œuvre de Frédéric Dard : Commissaire San-Antonio ou Sale temps pour les mouches en 1966, Béru et ces dames en 1968 et San-Antonio ne pense qu'à ça de Joël Séria en 1981.
Le Seagull est une allusion faite à la Principauté de Sealand.

## Autour du film
À la suite de cet échec, la compagne de Claude Berri, Nathalie Rheims, lui aurait prêté à l'époque 2 millions d'euros : "quasi ruiné, en 2004, en raison de l’échec de San Antonio, elle lui prête 2 millions d’euros"  remboursé grâce au succès de Bienvenue chez les Ch'tis.